# Margaret Mac Neil
Hannah Margaret McNair Mac Neil –conocida como Maggie Mac Neil– (Jiujiang, China, 26 de febrero de 2000) es una deportista canadiense que compite en natación.
Participó en los Juegos Olímpicos de Tokio 2020, obteniendo tres medallas, oro en 100 m mariposa, plata en 4 × 100 m libre y bronce en 4 × 100 m estilos.
Ganó siete medallas en el Campeonato Mundial de Natación entre los años 2019 y 2023, y once medallas en el Campeonato Mundial de Natación en Piscina Corta, en los años 2021 y 2022. En los Juegos Panamericanos de 2023 obtuvo siete medallas: cinco de oro, una de plata y una de bronce.
En diciembre de 2022 estableció dos nuevas plusmarcas mundiales en piscina corta, en los 50 m espalda (25,25 s) y en los 100 m mariposa (54,05 s).

## Palmarés internacional
| Juegos Olímpicos                    | Juegos Olímpicos        | Juegos Olímpicos  | Juegos Olímpicos        |
| Año                                 | Lugar                   | Medalla           | Prueba                  |
| ----------------------------------- | ----------------------- | ----------------- | ----------------------- |
| 2020                                | Tokio (Japón)           | Medalla de oro    | 100 m mariposa          |
| 2020                                | Tokio (Japón)           | Medalla de plata  | 4 × 100 m libre         |
| 2020                                | Tokio (Japón)           | Medalla de bronce | 4 × 100 m estilos       |
| Campeonato Mundial                  |                         |                   |                         |
| Año                                 | Lugar                   | Medalla           | Prueba                  |
| 2019                                | Gwangju (Corea del Sur) | Medalla de oro    | 100 m mariposa          |
| 2019                                | Gwangju (Corea del Sur) | Medalla de bronce | 4 × 100 m libre         |
| 2019                                | Gwangju (Corea del Sur) | Medalla de bronce | 4 × 100 m estilos       |
| 2022                                | Budapest (Hungría)      | Medalla de plata  | 4 × 100 m libre         |
| 2022                                | Budapest (Hungría)      | Medalla de bronce | 4 × 100 m estilos       |
| 2023                                | Fukuoka (Japón)         | Medalla de plata  | 100 m mariposa          |
| 2023                                | Fukuoka (Japón)         | Medalla de bronce | 4 × 100 m estilos       |
| Campeonato Mundial en Piscina Corta |                         |                   |                         |
| Año                                 | Lugar                   | Medalla           | Prueba                  |
| 2021                                | Abu Dabi (EAU)          | Medalla de oro    | 50 m espalda            |
| 2021                                | Abu Dabi (EAU)          | Medalla de oro    | 100 m mariposa          |
| 2021                                | Abu Dabi (EAU)          | Medalla de oro    | 4 × 100 m libre         |
| 2021                                | Abu Dabi (EAU)          | Medalla de oro    | 4 × 50 m libre mixto    |
| 2021                                | Abu Dabi (EAU)          | Medalla de plata  | 4 × 100 m estilos       |
| 2022                                | Melbourne (Australia)   | Medalla de oro    | 50 m espalda            |
| 2022                                | Melbourne (Australia)   | Medalla de oro    | 50 m mariposa           |
| 2022                                | Melbourne (Australia)   | Medalla de oro    | 100 m mariposa          |
| 2022                                | Melbourne (Australia)   | Medalla de bronce | 4 × 100 m libre         |
| 2022                                | Melbourne (Australia)   | Medalla de bronce | 4 × 100 m estilos       |
| 2022                                | Melbourne (Australia)   | Medalla de bronce | 4 × 50 m estilos mixto  |
| Juegos Panamericanos                |                         |                   |                         |
| Año                                 | Lugar                   | Medalla           | Prueba                  |
| 2023                                | Santiago (Chile)        | Medalla de oro    | 50 m libre              |
| 2023                                | Santiago (Chile)        | Medalla de oro    | 100 m libre             |
| 2023                                | Santiago (Chile)        | Medalla de oro    | 100 m mariposa          |
| 2023                                | Santiago (Chile)        | Medalla de oro    | 4 × 100 m libre         |
| 2023                                | Santiago (Chile)        | Medalla de oro    | 4 × 100 m estilos       |
| 2023                                | Santiago (Chile)        | Medalla de plata  | 4 × 100 m estilos mixto |
| 2023                                | Santiago (Chile)        | Medalla de bronce | 4 × 100 m libre mixto   |